# Truth (2015)
Truth is een Amerikaans-Australische film uit 2015. De film is het regiedebuut van scenarist James Vanderbilt en is gebaseerd op de memoires Truth and Duty: The Press, the President and the Privilege of Power van journaliste Mary Mapes. De hoofdrollen worden vertolkt door Cate Blanchett, Robert Redford, Topher Grace, Elisabeth Moss en Dennis Quaid.

## Verhaal
Enkele maanden voor de presidentsverkiezingen van 2004 wijden producente Mary Mapes en de eminente CBS-nieuwslezer Dan Rather een uitzending van het programma 60 Minutes aan de militaire achtergrond van president George W. Bush, die op dat ogenblik hoopt om herverkozen te worden. Volgens de uitzending had Bush begin jaren 1970 een voorkeursbehandeling gekregen van de Texas Air National Guard, voldeed hij niet aan de militaire minimumvereisten en werd hij overgeplaatst naar Alabama National Guard zodat hij niet hoefde mee te vechten tijdens de Vietnamoorlog.
Na de uitzending werden Mapes en Rather zwaar bekritiseerd door aanhangers van de regering-Bush en rechtse bloggers en journalisten. Zij trokken de geloofwaardigheid van het rapport waarop de tv-makers zich gebaseerd hadden in twijfel. Mapes en haar onderzoeksteam komen in het oog van een mediastorm en worden verplicht om de authenticiteit van de documenten die ze in handen kregen te bewijzen.

## Rolverdeling
- Cate Blanchett – Mary Mapes
- Robert Redford – Dan Rather
- Topher Grace – Mike Smith
- Dennis Quaid – Kolonel Roger Charles
- Elisabeth Moss – Lucy Scott
- Bruce Greenwood – Andrew Heyward
- David Lyons – Josh Howard
- John Benjamin Hickey – Mark Wrolstad
- Stacy Keach – Bill Burkett

## Productie
James Vanderbilt baseerde zijn scenario op de memoires van Truth and Duty: The Press, the President and the Privilege of Power (2005) van tv-producente Mary Mapes. In juli 2014 werden Cate Blanchett en Robert Redford gecast als Mary Mapes en Dan Rather. Drie maanden later gingen de opnames van start in Australië. Het was op vraag van Cate Blanchett dat de productie naar Australië verhuisde, aangezien de actrice tijdens de opnames dicht bij haar familie wilde zijn.

## Trivia
- Truth is de derde film waarin Robert Redford een journalist vertolkt. In 1976 speelde hij Bob Woodward in All the President's Men. Twintig jaar later vertolkte Redford de fictieve tv-journalist Warren Justice in Up Close & Personal.